# Fallbach (Gürbe)
Der Fallbach ist ein knapp neun Kilometer langer und rechter Nebenfluss der Gürbe im Schweizer Kanton Bern. Er entwässert die Nordhänge von Chrumfadenflue, Stubenflue, Hohmad und Möntschelespitz in den Berner Voralpen und gehört zum Einzugsbereich des Rheins.

## Geographie

### Verlauf
Das Quellgebiet des Fallbachs liegt auf rund 1800 m ü. M. im voralpinen Raum. Dort liegen die wichtigsten Quellfassungen der Wasserversorgung Gemeindeverband Blattenheid (WGB) mit einer Quellergiebigkeit von 1500 l/min im Winter bis zu 20'000 l/min im Sommer.
Südwestlich oberhalb der Kirche Blumenstein bildet der Fallbach einen Wasserfall von ca. 100 Metern Höhe.
Er mündet schliesslich im Längmoos, nordöstlich von Mettlen auf einer Höhe von 616 m ü. M. von rechts in die Gürbe.
Sein 8,9 km langer Lauf endet ungefähr 1184 Höhenmeter unterhalb seiner Quelle, er hat somit ein mittleres Sohlgefälle von 13 %.

### Einzugsgebiet
Das 26,1 km² grosse Einzugsgebiet des Fallbachs liegt im Gürbetal und wird über die Gürbe, die Aare und den Rhein zur Nordsee entwässert.
Es grenzt
- im Osten an das des Walebachs, der über den Glütschbach in die Aare entwässert
- im Südosten an das des Feissibachs, eine Bezeichnung für den Oberlauf des Glütschbachs
- im Süden an das des Buuschebachs, der über die Simme in den Aare-Zufluss Kander entwässert
- und im Westen und Nordwesten an das der Gürbe.

Das Einzugsgebiet besteht zu 30,9 % aus bestockter Fläche, zu 53,5 % aus Landwirtschaftsfläche, zu 3,8 % aus Siedlungsfläche, zu 1,3 % aus Gewässerfläche und zu 10,4 % aus unproduktiven Flächen.
Flächenverteilung
Die mittlere Höhe des Einzugsgebietes beträgt 1049 m ü. M., die minimale Höhe liegt bei 615 m ü. M. und die maximale Höhe bei 2072 m ü. M.

### Zuflüsse
Die grössten Zuflüsse sind der Riedbach und der Friedgraben.
- Tubegrabe (linker Quellbach[7]), 1,1 km
- Lägerligrabe (rechter Quellbach), 1,0 km
- Chirschigrabe (links), 0,7 km
- Mösligrabe (links), 0,7 km
- Widdergrabe (rechts), 0,3 km
- Sulzgrabe (rechts), 1,8 km, 1,86 km²
- Fridgrabe (rechts), 5,2 km, 9,11 km², 230 l/s
- Riedbach (links), 3,7 km, 4.00 km², 90 l/s
- Mülibach (rechts), 1,1 km

## Hydrologie
An der Mündung des Fallbachs in die Gürbe beträgt seine modellierte mittlere Abflussmenge (MQ) 670 l/s. Sein Abflussregimetyp ist nivo-pluvial préalpin und seine Abflussvariabilität beträgt 20.
Der modellierte monatliche mittlere Abfluss (MQ) des Fallbachs in l/s